# I’m Not Your Toy
Az I'm Not Your Toy egy dal az angol elektropop duótól, a La Roux-tól. Tagjai, Elly Jackson és Ben Langmaid a producerek és dalszövegírók is egyben. Debütáló korongjukon, a La Roux-on kapott helyet a szám. 2009. szeptember 28-án jelent meg, mint az album negyedik kislemeze.

## Fogadtatása
A dal értékelései nem egységesek, vannak köztük dicsérők és negatívak egyaránt. David Balls a Digital Spy-től két csillagot adott (az előző kislemezek, az In for the Kill és a Bulletproof megkapták a maximális ötöt). Szerinte "korántsem olyan elragadó, mint előző slágerlista-uraló kislemezük".

## Videóklip
Az AlexandLiane által rendezett videó trópusi jelenetekből áll, egy növényekkel körülvett medence körül játszódik a kisfilm. Az énekesnő alteregóját nézi, amint egy fürdőben, az említett medence mellett előadja a számot. Közönsége többféle korosztályból tevődik össze. Kezdetben nem lelkesednek túlzottan az előadásért, viszont aztán elkezdik élvezni a szerzemény ritmusát. A klip végén mindenki táncol és nevet.
A videó 2009. szeptember 3-án került fel a La Roux hivatalos YouTube csatornájára.

## Dallista
| 1. | I'm Not Your Toy                    |  |  | 3:19 |
| 2. | I'm Not Your Toy (Jack Beats Remix) |  |  | 5:37 |
| 3. | I'm Not Your Toy (DatA Remix)       |  |  | 5:16 |

| 1. | I'm Not Your Toy                    |  |  | 3:19 |
| 2. | I'm Not Your Toy (Jack Beats Remix) |  |  | 5:37 |
| 3. | I'm Not Your Toy (DatA Remix)       |  |  | 5:16 |
| 4. | I'm Not Your Toy (Nero Remix)       |  |  | 5:34 |

## Elért helyezések
| Slágerlisták (2009-10)       | Legjobb helyezés |
| ---------------------------- | ---------------- |
| Belgian Tip Chart (Flandria) | 14               |
| UK Singles Chart             | 27               |
| Australian Singles Chart     | 79               |

## Megjelenési dátumok
| Ország             | Dátum                | Kiadó   | Formátum     |
| ------------------ | -------------------- | ------- | ------------ |
| Egyesült Királyság | 2009. szeptember 27. | Polydor | Digitális EP |
| Egyesült Királyság | 2009. szeptember 28. | Polydor | CD kislemez  |